# Phyllis (televisieserie)
Phyllis was een Amerikaanse sitcom van de zender CBS en liep van 1975 tot 1977. De serie was een spin-off van de populaire reeks The Mary Tyler Moore Show. Cloris Leachman speelde in The Mary Tyler Moore Show de nieuwsgierige huisbazin van Mary Richars, Phyllis Lindstrom. Het personage won twee Emmy's en kreeg net als Valerie Harper met Rhoda een eigen reeks.

## Verhaallijn
Phyllis en haar dochter Bess verhuisden, na de dood van haar man Lars, van Minnesota naar San Francisco, waar Phyllis oorspronkelijk van afkomstig was. Ze trokken in bij Audrey Dexter, de moeder van Lars, gespeeld door Jane Rose en haar tweede man Jonathan Dexter gespeeld door Henry Jones. Phyllis werd assistente bij fotografe Julie Erskine, wier rol gespeeld werd door Barbara Colby. Colby werd vermoord nadat er drie afleveringen opgenomen werden en ze werd vervangen door Liz Torres.
In het tweede seizoen veranderde ze van werk en werd administratief assistente. De humor van de show kwam uit het feit dat Phyllis probeerde in het werkende leven te passen terwijl ze haar hele leven een verwende rijke huisvrouw was geweest.
Aartsvijand van Phyllis was moeder Dexter (Judith Lowry), die al een stuk in de 80 was en de enige was die Phyllis op haar plaats kon zetten. In een episode in 1976 trouwde moeder Dexter met de ongeveer even oude Arthur Lanson (Burt Mustin), beiden stierven binnen de twee maanden nadat de aflevering werd uitgezonden.